# Angelika Mann
Pour les articles homonymes, voir Mann.
Angelika Mann (née le 13 juin 1949 à Berlin) est une chanteuse allemande.

## Biographie
Après avoir suivi une formation de préparatrice en pharmacie, Angelika Mann est formée de 1969 à 1973 à Berlin-Est, à l'école de musique de Friedrichshain, où elle suit une formation de chanteuse et pianiste. Elle travaille dans des productions avec le Klaus-Lenz-Bigband, Uschi Brüning, Manfred Krug, Günther Fischer et Reinhard Lakomy.
En 1976, elle soutient Wolf Biermann. De 1980 à 1984, elle chante dans le groupe Obelisk dirigé par le chef d'orchestre Andreas Bicking. Elle anime le programme pour enfants Kling-Klang et, en 1982, a son propre programme télévisé Rockmusik zum Anfassen. En 1985, elle quitte la RDA et se rend à Berlin-Ouest.
De 1987 à 1993, Angelika Mann apparaît dans le rôle de Lucy dans L'Opéra de quat'sous mis en scène par Günter Kramer au Theater des Westens, à Hambourg et à Cologne et dans des représentations à Spolète et à Tokyo. De 1994 à 2000, elle joue la sorcière dans Hansel et Gretel au Friedrichstadt-Palast à Berlin et, de 1999 à 2002, à la revue des Insulaner Sehn’ Se, det is Berlin. Depuis 1999, Angelika Mann présente régulièrement les programmes de l'Avent et de Noël à ORB puis RBB. En outre, elle participe à de nombreux concerts et comédies musicales du groupe Rumpelstil.
En 2000, elle incarne l'héroïne de Claire Waldoff. Stationen einer Cabaret-Karriere. au Tribüne à Berlin, une pièce que Friedel von Wangenheim a écrite pour elle.
À partir de 2003, Angelika Mann joue avec le pianiste, auteur-compositeur Frank Golischewski Hier kommt zusammen, was zusammen gehört qui reprend des chansons des Allemagnes de l'Ouest et de l'Est. En 2004, elle fait partie de l'ensemble du Berliner Kriminal Theater pour la pièce Der Mörder ist immer der Gärtner.
Depuis 2005, elle interprète Snégourotchka, le Babouchka, Masha et l'infirmière à la Comödie Dresden dans plusieurs épisodes de la production Die Hexe Baba Jaga. En 2008, Angelika Mann rejoint Achim Mentzel dans le cabaret Die Kneifzange pour la pièce Ich will keine Schokolade. En janvier 2009, elle assume le rôle du gardien de prison Frosch dans l'opérette Die Fledermaus au Theater Altenburg-Gera.
En 2010, elle joue le rôle de la femme au foyer Doris Bertram dans la pièce Heiße Zeiten – Wechseljahre (première en avril 2010 au Theater im Rathaus à Essen) et a depuis tourné avec cette production en Allemagne, en Autriche, en Suisse et au Luxembourg. En 2013 et 2014, elle joue au Comödie Dresden dans la pièce Kalender-Girls aux côtés de Renate Blume, Walfriede Schmitt, Viktoria Brams, Ursula Karusseit et Uta Schorn. En 2014, elle joue dans Höchste Zeit, la suite de Heiße Zeiten – Wechseljahre, au Theater am Kurfürstendamm.

## Filmographie
- 1976 : Die Leiden des jungen Werthers
- 1977 : Polizeiruf 110: Trickbetrügerin gesucht (série télévisée)
- 1977 : DEFA Disko 77
- 1981 : Bürgschaft für ein Jahr
- 1982 : Gitarre oder Stethoskop (TV)
- 1989 : Molle mit Korn: Dem Ende entgegen (série télévisée)
- 1999 : L'Einstein du sexe
- 2004 : Küss mich Hexe (TV)
- 2007 : Schausteins letzter Film
- 2008 : Bundeskanzler Honecker
- 2012 : Little Thirteen

## Discographie
Albums
- Was treibt mich nur? (Amiga, 1981)
- Lieder vom SchlackerSchnick (Funkuchen, 1987 / Jumbo-MC, 1994)
- Das Geburtstagspferd (Polydor, 1995)
- Avec Gerlinde Kempendorff : Glanzlichter (Edition Berliner Musenkinder, 1996)
- Meine Lieder (Amiga/BMG, 1998)
- Avec Frank Golischewski : Hier kommt zusammen was zusammen gehört (kip records, 2004)
- Ihre großen Erfolge (Sony BMG, 2008)

## Source de la traduction
- (de) Cet article est partiellement ou en totalité issu de l’article de Wikipédia en allemand intitulé « Angelika Mann » (voir la liste des auteurs).